# Saltfjord
Le Saltfjord est un fjord de Norvège situé à l'est de Bodø. Il s'avance dans les terres en de nombreuses ramifications. Il est divisé en deux parties délimitées par trois détroits formés par le continent et les îles de Straumøya et de Knaplundsøya. Entre ces deux îles se trouve le Saltstraumen, lieu d'un courant de marée considéré comme le plus puissant du monde.